# Turbinellina
Turbinellina Millidge, 1993 è un genere di ragni appartenente alla famiglia Linyphiidae.

## Distribuzione
L'unica specie oggi nota di questo genere è stata rinvenuta in Cile e Argentina.

## Tassonomia
La denominazione originaria Turbinella Millidge, 1991, è stata cambiata in quella attuale a seguito ad un lavoro di Platnick (1993c), in quanto già designava Turbinella Lamarck, 1799, un genere di gasteropodi della famiglia Turbinellidae Gray, 1854.
A giugno 2012, si compone di una specie:
- Turbinellina nigra (Millidge, 1991)[3] — Cile, Argentina

### Specie trasferite
- Turbinella tantilla (Millidge, 1991); esemplari femminili trasferiti al genere Anodoration Millidge, 1991 con la nuova denominazione Anodoration tantillum (Millidge, 1991) a seguito di un lavoro di Miller (2007a)[1]